# 松尾仁兵衛商店
株式会社松尾仁兵衛商店（まつおにへいしょうてん）は、かつて存在した酒造会社。灘五郷のうち、魚崎郷に位置した。
魚崎の旧家であり、酒造業は元文5年（1740年）に開業。清酒『金正宗』を持ち、当時多くあった正宗と名のつく酒の一角を占めた。明治17年（1884年）に商標登録。戦中には企業合同も経験するが、昭和20年（1945年）8月5日の空襲で幾つかの蔵が倒れた。昭和24年（1949年）に企業合同から独立する。
昭和期からも正宗と名のつく酒の一派として魚崎郷に所在したが、阪神・淡路大震災によって致命的な打撃を受けた。その後は規模を狭めて醸造していたが、平成20年（2008年）に生産が打ち切られ、廃業した。
| スタブアイコン | サブスタブ | この項目は、まだ閲覧者の調べものの参照としては役立たない、企業に関連した書きかけの項目です。この項目を加筆・訂正などしてくださる協力者を求めています（PJ:経済）。 |